# Джермантаун (Вісконсин)
Джермантаун (англ. Germantown) — селище (англ. village) в США, в окрузі Вашингтон штату Вісконсин. Населення — 20 917 осіб (2020).

## Географія
Джермантаун розташований за координатами 43°14′4″ пн. ш. 88°7′30″ зх. д. / 43.23444° пн. ш. 88.12500° зх. д. (43.234527, -88.124999).  За даними Бюро перепису населення США в 2010 році селище мало площу 89,21 км², з яких 89,14 км² — суходіл та 0,07 км² — водойми.

## Демографія
Згідно з переписом 2010 року, у селищі мешкало 19 749 осіб у 7766 домогосподарствах у складі 5501 родини. Густота населення становила 221 особа/км².  Було 8092 помешкання (91/км²).
Расовий склад населення:
| - 92,6 % — білих - 3,1 % — азіатів - 2,2 % — чорних або афроамериканців - 0,2 % — корінних американців |

До двох чи більше рас належало 1,4 %. Частка іспаномовних становила 2,0 % від усіх жителів.
За віковим діапазоном населення розподілялося таким чином: 25,4 % — особи молодші 18 років, 61,2 % — особи у віці 18—64 років, 13,4 % — особи у віці 65 років та старші. Медіана віку мешканця становила 41,7 року. На 100 осіб жіночої статі у селищі припадало 95,7 чоловіків;  на 100 жінок у віці від 18 років та старших — 92,9 чоловіків також старших 18 років.
Середній дохід на одне домашнє господарство  становив 91 780 доларів США (медіана — 76 973), а середній дохід на одну сім'ю — 104 990 доларів (медіана — 95 305). Медіана доходів становила 58 411 долар для чоловіків та 46 454 долари для жінок. За межею бідності перебувало 4,8 % осіб, у тому числі 5,3 % дітей у віці до 18 років та 5,2 % осіб у віці 65 років та старших.
Цивільне працевлаштоване населення становило 10 791 особа. Основні галузі зайнятості: освіта, охорона здоров'я та соціальна допомога — 20,8 %, виробництво — 20,5 %, роздрібна торгівля — 12,7 %, науковці, спеціалісти, менеджери — 10,2 %.